# エドワード・ブライ (第5代ダーンリー伯爵)
第5代ダーンリー伯爵エドワード・ブライ（英語: Edward Bligh, 5th Earl of Darnley, FRS 1795年2月20日 - 1835年2月12日）は、イギリスの貴族、政治家。1896年まではクリフトン卿（Lord Clifton）と称した。

## 略歴
第4代ダーンリー伯爵ジョン・ブライ、その妻エリザベス（庶民院議員ウィリアム・ブラウンロウ閣下の三女）の次男として生まれる。長兄ジョンが生後すぐに早世したため、次男でありながら法定推定相続人となった。
イートン校を経て1812年10月12日にオックスフォード大学クライスト・チャーチに入学する。1816年に文学士号（Bachelor of Arts）、1819年に文学修士号（Master of Arts）を取得。
1818年から1830年までホイッグ党所属の庶民院議員として活動した。1831年に襲爵したため、貴族院議員となった。1831年から1835年までミーズ統監を務めた。1833年には王立協会のフェローとなった。
1835年に破傷風により死去。コバムに葬られた。伯爵位は長男のジョンが継承した。

## 家族

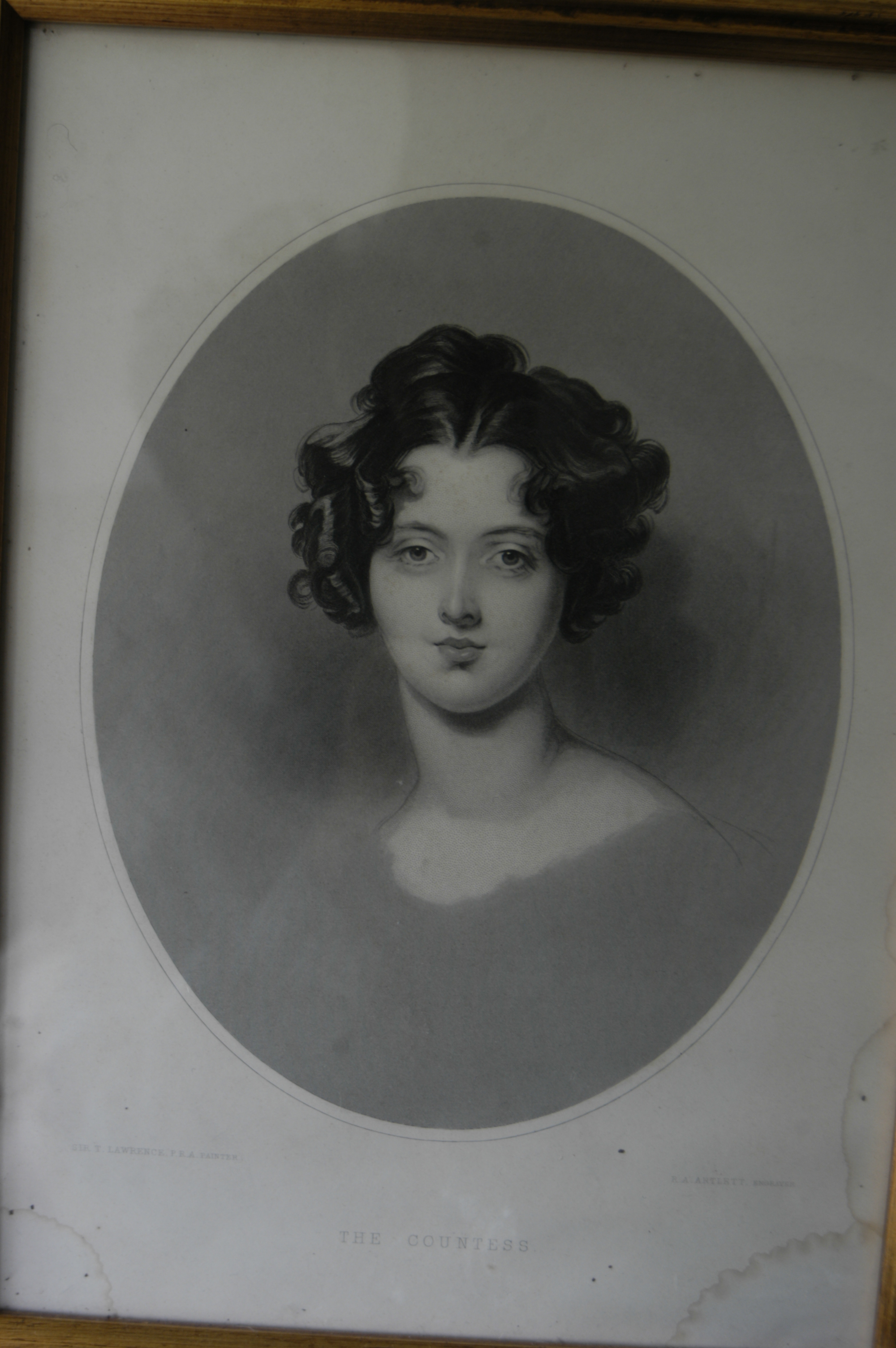
エマ・ジェーン夫人

1850年8月31日、郵政長官を務めた政治家初代コングルトン男爵ヘンリー・パーネルの娘、エマ・ジェーン嬢と結婚。5人の子宝に恵まれた。
- ジョン・スチュアート（1851年 - 1900年）：第6代伯爵
- エドワード・ヴィージー（英語版）閣下（1853年 - 1904年）：クリケット選手、外交官
- エリザベス・キャロライン嬢（1830年 - 1914年）：美術史家ライオネル・カスト（英語版）と結婚。
- エマ・ベス嬢（1832年 - 1917年）：聖職者のアーサー・パーシー＝カスト（英語版）と結婚。
- ヘンリー（英語版）閣下（1834年 - 1905年） - クリケット選手、聖職者